# Юзефово (Кольненський повіт)
Юзефово (пол. Józefowo) — село в Польщі, у гміні Малий Плоцьк Кольненського повіту Підляського воєводства.
Населення — 157 осіб (2011).
У 1975—1998 роках село належало до Ломжинського воєводства.

## Демографія
Демографічна структура станом на 31 березня 2011 року:
|          | Загалом | Допрацездатний вік | Працездатний вік | Постпрацездатний вік |
| -------- | ------- | ------------------ | ---------------- | -------------------- |
| Чоловіки | 77      | 23                 | 44               | 10                   |
| Жінки    | 80      | 21                 | 41               | 18                   |
| Разом    | 157     | 44                 | 85               | 28                   |